# Brunsvigia
Brunsvigia  es un  género de plantas perennes y bulbosas perteneciente a la familia Amaryllidaceae, que comprende aproximadamente  18 especies distribuidas desde Tanzania hasta  Sudáfrica.
Las especies de Brunsvigia  son perennes estacionales, es decir que transcurren en reposo la estación climáticamente desfavorable. La estación de crecimiento activo y de la floración depende de la especie considerada y de su lugar de origen. Así, B. bosmaniae, B. gregaria, B. josephinae, B. littoralis, B. marginata, B. minor y B. namaquana son especies de crecimiento invernal que permanecen en reposo durante el verano. Brunsvigia grandiflora, B. natalensis y B. radulosa, en cambio, vegetan durante el perìodo estival y entran en dormición o reposo durante el invierno.
Las flores de muchas especies de este género son de brillantes colores: escarlatas, rosadas, o rojas. 

## Descripción
Plantas provistas de bulbo bien desarrollado, hojas anchas, normalmente caídas. Las flores son actinomorfas y hermafroditas. El perigonio está compuesto de 6 tépalos unidos en la base y el tubo perigonial es algo curvado. Las flores, en general acampanadas, están dispuestas en umbelas plurifloras en la extremidad de un escapo áfilo. El androceo está formado por 6 estambres inclinados, insertos en el tubo del perigonio o en la garganta. Los filamentos de los estambres son filiformes, tres de ellos más cortos. Las anteras son oblongas o lineares, versátiles. El ovario es ínfero, trilocular, con los lóculos pluriovulados. El estilo es filiforme y declinado. El estigma es capitado u oscuramente trilobulado. El fruto es una cápsula dehiscente.

## Taxonomía
El género fue descrito por  Lorenz Heister y publicado en Geschreibung eines neuen Geschlechts 3. 1755.
Etimología
Brunsvigia: nombre genérico que está dedicado a Carl Wilhelm Ferdinand (1713-1780), Duque de Brunswick.

## Especies
Las especies del género se listan a continuación:
- Brunsvigia bosmaniae F.M.Leight., S. African Gard. 22: 137 (1932).
- Brunsvigia comptonii W.F.Barker, J. S. African Bot. 14: 29 (1948).
- Brunsvigia elandsmontana Snijman, Bothalia 31: 34 (2001).
- Brunsvigia grandiflora Lindl., Edwards's Bot. Reg. 16: t. 1335 (1830).
- Brunsvigia gregaria R.A.Dyer, Pl. Life 6: 79 (1950).
- Brunsvigia herrei Leight. ex W.F.Barker, J. S. African Bot. 29: 165 (1963).
- Brunsvigia josephiniae (Delile) Ker Gawl., Bot. Reg. 3: t. 192, 193 (1817).
- Brunsvigia kirkii Baker, Handb. Amaryll.: 99 (1888).
- Brunsvigia litoralis R.A.Dyer, Pl. Life 7: 62 (1951).
- Brunsvigia marginata (Jacq.) W.T.Aiton, Hortus Kew. 2: 230 (1811).

- Brunsvigia namaquana D.Müll.-Doblies & U.Müll.-Doblies, Feddes Repert. 105: 347 (1994).
- Brunsvigia natalensis Baker in W.H.Harvey & auct. suc. (eds.), Fl. Cap. 6: 208 (1896).
- Brunsvigia nervosa (Poir.) ined.
- Brunsvigia orientalis (L.) Aiton ex Eckl., Topogr. Verz. Pflanzensamml. Ecklon: 7 (1827).
- Brunsvigia pulchra (W.F.Barker) D.Müll.-Doblies & U.Müll.-Doblies, Feddes Repert. 105: 352 (1994).
- Brunsvigia radula (Jacq.) W.T.Aiton, Hortus Kew. 2: 230 (1811).
- Brunsvigia radulosa Herb., Amaryllidaceae: 281 (1837).
- Brunsvigia undulata F.M.Leight., Fl. Pl. South Africa 14: t. 552 (1934).

## Especies amenazadas de extinción
Las siguientes especies se consideran amenazadas o vulnerables por degradación de su hábitat natural, según el libro rojo de IUCN:
- Brunsvigia gydobergensis D. & U.Müll.-Doblies
- Brunsvigia litoralis R.A.Dyer
- Brunsvigia herrei Leight. ex W.F.Barker
- Brunsvigia pulchra (W.F.Barker) D. & U.Müll.-Doblies